# Hellmut Glubrecht
Hellmut Ludwig Rudolf Richard Glubrecht (* 9. Juli 1917 in Neiße, Oberschlesien; † 6. Januar 2009 in Wennigsen (Deister)) war ein deutscher Ingenieur und Hochschullehrer.

## Leben
Glubrecht schloss im Jahr 1939 sein Studium in Hannover als Diplom-Ingenieur ab und war bis 1945 auf dem Gebiet der Hochfrequenztechnik in der Industrie tätig. Nach seiner Promotion zum Dr.-Ing. im Jahr 1945 wurde er 1946 Assistent am Physikalischen Institut der Technischen Hochschule Hannover und wurde dort 1949 auch Oberingenieur.
Im Jahr 1951 habilitierte sich Glubrecht für das Lehrgebiet Physik an der TH Hannover. Anschließend erhielt er einen Lehrauftrag für das Fachgebiet Biophysik an der Tierärztlichen Hochschule Hannover.
Im Dezember 1959 wurde Glubrecht auf den neu geschaffenen ordentlichen Lehrstuhl für Strahlenbiologie berufen.
Später (1970) war Glubrecht Direktor des Instituts für Strahlenbiologie der inzwischen zur Technischen Universität umbenannten TH Hannover. Außerdem war er Direktor des Instituts für Strahlenbotanik der Gesellschaft für Strahlenforschung (München/Hannover) und Leiter der Studiengruppe für Entwicklungsfragen der Vereinigung Deutscher Wissenschaftler.
Glubrecht gründete nach seiner Emeritierung 1985 das Institut für Solarenergieforschung Hameln-Emmerthal (ISFH), dessen Vorsitzender er bis zur Pensionierung blieb und mit dem er bis zu seinem Tod in engem Kontakt stand.
Im Jahr 1988 wurde ihm der Niedersachsenpreis für den Bereich „Wissenschaft“ verliehen für Verdienste um die fotovoltaische und solarthermische Nutzung der Sonnenenergie.
Seit Beginn der 1980er Jahre setzte er sich immer stärker für die Belange der Friedensbewegung ein. Er hatte mehrfach erklärt, dass die Atomenergie in die Sackgasse führen wird. Er war Mitglied der Pugwash-Conference, die 1995 mit dem Friedensnobelpreis ausgezeichnet worden ist.
2005 erhielt er den deutschen Solarpreis der Europäischen Vereinigung für Erneuerbare Energien Eurosolar in der Kategorie Sonderpreis für besonderes persönliches Engagement als einer von zwei Preisträgern.

## Werke (Auswahl)
- Die Zukunft des Friedens in Europa. Politische und militärische Voraussetzungen. Hrsg.: Carl Friedrich von Weizsäcker, unter Mitwirkung von Hellmut Glubrecht et al., Verlag C. Hanser, München 1990, ISBN 3446157433